# Municipio de Grove (Minnesota)
El municipio de Grove (en inglés: Grove Township) es un municipio ubicado en el condado de Stearns en el estado estadounidense de Minnesota. En el año 2010 tenía una población de 493 habitantes y una densidad poblacional de 5,66 personas por km².

## Geografía
El municipio de Grove se encuentra ubicado en las coordenadas 45°37′24″N 94°49′24″O / 45.62333, -94.82333. Según la Oficina del Censo de los Estados Unidos, el municipio tiene una superficie total de 87.18 km², de la cual 85,98 km² corresponden a tierra firme y (1,38 %) 1,2 km² es agua.

## Demografía
Según el censo de 2010, había 493 personas residiendo en el municipio de Grove. La densidad de población era de 5,66 hab./km². De los 493 habitantes, el municipio de Grove estaba compuesto por el 96,55 % blancos, el 0,2 % eran amerindios, el 0,2 % eran asiáticos, el 0,61 % eran isleños del Pacífico, el 1,62 % eran de otras razas y el 0,81 % eran de una mezcla de razas. Del total de la población el 2,64 % eran hispanos o latinos de cualquier raza.